# Gersloot-Polder
Gersloot-Polder (Fries: Gersleat-Polder) is een dorp in de gemeente Heerenveen, in de Nederlandse provincie Friesland. Het ligt ten noorden van de plaats Heerenveen. Het dorp wordt vaak ook nog een buurtschap genoemd maar de gemeente beschouwd het als een dorp. 

## Geschiedenis
In het begin van de twintigste eeuw verschenen namelijk de eerste bewoning aan de Oudeweg (later Tijnjeweg) en de Ouderwegsterpolder. De nederzetting die aan de Oudeweg ontstond werd lang Oudewegstervaart genoemd. Deze benaming was op kaarten en tot 2000 in het kadaster te vinden als duiding voor de buurtschap. In 2008 vierde de plaats het honderdjarig bestaan. In 2013 kreeg het ook eigen plaatsnaamborden. Deze vervingen de oude borden, die Gersloot aangaven. Het dorp Gersloot waar het altijd bij gehoord heeft. Omdat de bewoning in de kern aan de Tijnjeweg net niet dicht genoeg werd bevonden om het te duiden als een bebouwde kom besloot de gemeente witte borden neer te zetten in plaats van blauwe. Het dorp kende in 2018 190 inwoners. Daarmee groter dan het dorp Gersloot, dat 115 inwoners kende in 2018. Dat geeft een totaal van 305 inwoners.

## Sport
De voetbalclub VV Gersloot is gevestigd aan de Tijnjeweg in Gersloot-Polder.